# 斯圖江卡河
斯圖江卡河（烏克蘭語：Студянка），是烏克蘭的河流，位於該國西北部，流經沃倫州，屬於西布格河的支流，河道全長26公里，流域面積150平方公里，發源自格里博維齊亞以西。